# Plaslon
Plaslon ist ein geschützter Name des Fraunhofer-Instituts für Fertigungstechnik und Angewandte Materialforschung (IFAM) für eine dort entwickelte Antihaftbeschichtung. Sie zeichnet sich dadurch aus, dass sie frei von per- und polyfluorierten Alkylverbindungen (PFAS) ist. Dadurch stellt sie eine Alternative zu herkömmlichen Antihaftbeschichtungen wie Polytetrafluorethylen (Teflon) oder anderen Fluorpolymeren dar.

## Herstellung
Die aus Siloxanen bestehende Beschichtung wird mittels Plasmatechnik als Gradientenschicht aufgebracht. Dies ermöglicht es, gleichzeitig eine gute Haftung zum Produktkörper und Antihafteigenschaften an der Oberfläche zu erreichen.

## Verwendung
Plaslon eignet sich für verschiedene Alltagsprodukte und industrielle Anwendungen, darunter Kochgeschirr, Schneidwaren und Verpackungen. Im Gegensatz zu anderen Antihaftbeschichtungen kann Plaslon aufgrund seiner guten Haftfestigkeit und Härte auch auf Materialien wie Emaille, Glas, Steinzeug und Porzellan angewendet werden.